# 高橋里志
高橋 里志（たかはし さとし、1948年5月17日 - 2021年1月31日）は、福井県敦賀市出身のプロ野球選手（投手）。

## 経歴
福井県立敦賀工業高等学校では、1966年夏の甲子園県予選を勝ち抜き、北陸大会準決勝に進出するが金沢高に敗退。卒業後は社会人野球の電電北陸に進む。1967年の都市対抗に東洋レーヨンの補強選手として出場するが、登板機会はなかった。
1967年のプロ野球ドラフト会議で南海ホークスから4位指名を受け入団。将来のエースとして期待されたが、なかなか一軍から声がかからなかった。
1970年5月28日に阪急を相手に先発するが、1回を4失点と打ち込まれ降板。
1971年には近鉄からプロ入り初勝利を挙げるが、選手兼任監督の野村克也と確執を起こす。
1972年に自由契約となる。
1973年は敦賀へ戻り、定職に付かなかった。
1974年に南海コーチから広島東洋カープコーチとなった古葉竹識に誘われ広島へ打撃投手として契約。シーズン中に投手として復帰した。
1976年に一軍昇格。8月3日には先発として起用され、阪神の上田二朗と投げ合う。白星はつかなかったが9回途中まで1失点と好投。7日には巨人の堀内恒夫との投手戦を2-1で制し完投勝利。これで勢いに乗り同年は8勝を挙げる。
1977年には開幕第3戦から3連敗するが、その後は調子を戻し3連勝。同年は20勝をマークし、最多勝利のタイトルを獲得、抜群の制球力を武器に黄金期の主力投手として活躍した。
1978年も10勝を記録する。
1979年には不調に陥り3勝、同年の近鉄との日本シリーズでも出番はなかった。
1981年に佐伯和司との交換トレードで、日本ハムファイターズへ移籍。主に中継ぎとして起用され、同年の巨人との日本シリーズでも3試合に登板する。
1982年は先発も兼ね8勝、最優秀防御率のタイトルを獲得。
1985年に近鉄バファローズへ移籍。
1986年に現役引退。
引退後は、広島市でスナックバー『メンバーズ高橋』を経営する傍ら、1987年6月から1997年まで中国放送（RCC）の野球解説者を務めた（ラジオ関西の解説者を務めた時期もあり）。RCC解説者引退後は、スナック経営に専念。2009年11月14日には、広島ホームテレビ『あっぱれ!熟年ファイターズ』にゲスト出演、久々のテレビ番組出演となった。
2021年1月31日、肺がんのため広島市内の病院で死去。72歳没。

## 人物
在籍した各球団で、首脳陣としばしばトラブルを起こしていた。
- 南海時代、なかなか一軍に昇格させてもらえず日頃からふてくされていた。二軍でのある試合で、炎天下でもコーチから労いの言葉一つなかったことに怒り試合途中で帰ろうとしたところ、二軍の視察に偶然やってきた一軍監督の野村に見つかり、殴られ、倒れたところを蹴られたという。野村が野球人生の中で選手に手を挙げたのは3回で、そのうちの1回がこの件だったとされている[12]。
- 広島時代の1979年6月5日の対中日ドラゴンズ戦では、8回途中で江夏豊へ交代させられたことに怒り、ベンチ裏の鏡をたたき割るという暴挙に出た。このシーズンはこの日まで勝ち星がなくまたこの日も好投しておりそのイライラが爆発した形であったが、監督の古葉竹識が江夏を重用しすぎていることへの反発もあった。古葉は激怒したが、高橋へのペナルティは壊した鏡の弁償のみにとどめた。1980年シーズン終了後にトレードに出された原因はこの件があるといわれた。
- 江夏とは同学年ながら非常に仲が悪く[9][注釈 3]、1980年オフに日本ハムへの移籍が決まり大いに喜んだものの、直後に江夏が高橋直樹とのトレードで同じく日本ハムへの移籍となり再びチームメイトになってしまった。これについて、当時日本ハムの監督だった大沢啓二[注釈 4]は、江夏と高橋が仲が悪いことを危惧する話を広島側から聞いた際に「江夏と里志は一緒に放れないんだ!（どちらも投手で同時には出場できないから、そんなことを心配する必要はないという意味）」と不仲であることを承知の上で獲得に踏み切ったことを『ベースボールマガジン』のインタビューで語っている。著書では、二人を移籍後に自宅に呼んで「よそでなら、なんぼでもケンカしろ。でもな、ふたり一緒にマウンドに上がるわけじゃねぇ。今度は俺の下で働くんだから、とにかく黙って仕事しろ」と告げたと記している[注釈 5]。

## 詳細情報

### 年度別投手成績
| 年 度      | 球 団      | 登 板 | 先 発 | 完 投 | 完 封 | 無 四 球 | 勝 利 | 敗 戦 | セ 丨 ブ | ホ 丨 ル ド | 勝 率 | 打 者 | 投 球 回 | 被 安 打 | 被 本 塁 打 | 与 四 球 | 敬 遠 | 与 死 球 | 奪 三 振 | 暴 投 | ボ 丨 ク | 失 点 | 自 責 点 | 防 御 率 | W H I P |
| ---------- | ---------- | ----- | ----- | ----- | ----- | -------- | ----- | ----- | -------- | ----------- | ----- | ----- | -------- | -------- | ----------- | -------- | ----- | -------- | -------- | ----- | -------- | ----- | -------- | -------- | ------- |
| 1968       | 南海       | 2     | 0     | 0     | 0     | 0        | 0     | 0     | --       | --          | ----  | 16    | 3.0      | 4        | 0           | 2        | 0     | 1        | 1        | 0     | 0        | 4     | 4        | 12.00    | 2.00    |
| 1969       | 南海       | 2     | 0     | 0     | 0     | 0        | 0     | 0     | --       | --          | ----  | 5     | 1.0      | 1        | 0           | 1        | 1     | 0        | 0        | 0     | 0        | 0     | 0        | 0.00     | 2.00    |
| 1970       | 南海       | 4     | 3     | 0     | 0     | 0        | 0     | 1     | --       | --          | .000  | 49    | 9.2      | 14       | 5           | 7        | 0     | 1        | 10       | 0     | 0        | 12    | 11       | 10.24    | 2.17    |
| 1971       | 南海       | 19    | 2     | 0     | 0     | 0        | 1     | 2     | --       | --          | .333  | 213   | 48.1     | 49       | 7           | 21       | 0     | 1        | 36       | 0     | 0        | 37    | 34       | 6.33     | 1.45    |
| 1972       | 南海       | 2     | 0     | 0     | 0     | 0        | 0     | 0     | --       | --          | ----  | 19    | 5.0      | 4        | 0           | 1        | 0     | 0        | 0        | 0     | 0        | 1     | 1        | 1.80     | 1.00    |
| 1974       | 広島       | 8     | 0     | 0     | 0     | 0        | 0     | 0     | --       | --          | ----  | 46    | 10.2     | 13       | 4           | 2        | 0     | 0        | 7        | 0     | 0        | 7     | 7        | 5.91     | 1.41    |
| 1976       | 広島       | 25    | 15    | 5     | 0     | 0        | 8     | 7     | 0        | --          | .533  | 466   | 110.1    | 111      | 10          | 35       | 1     | 6        | 73       | 0     | 1        | 49    | 45       | 3.67     | 1.32    |
| 1977       | 広島       | 44    | 40    | 14    | 1     | 1        | 20    | 14    | 0        | --          | .588  | 1237  | 284.2    | 289      | 42          | 111      | 1     | 9        | 156      | 4     | 1        | 132   | 118      | 3.73     | 1.41    |
| 1978       | 広島       | 38    | 33    | 7     | 0     | 0        | 10    | 14    | 0        | --          | .417  | 847   | 191.1    | 217      | 28          | 62       | 3     | 5        | 103      | 7     | 0        | 125   | 114      | 5.36     | 1.46    |
| 1979       | 広島       | 27    | 18    | 0     | 0     | 0        | 3     | 5     | 0        | --          | .375  | 412   | 95.0     | 115      | 19          | 25       | 2     | 1        | 56       | 0     | 0        | 63    | 59       | 5.59     | 1.47    |
| 1980       | 広島       | 12    | 3     | 0     | 0     | 0        | 0     | 2     | 0        | --          | .000  | 104   | 25.2     | 21       | 6           | 11       | 0     | 1        | 11       | 1     | 1        | 13    | 13       | 4.56     | 1.25    |
| 1981       | 日本ハム   | 22    | 6     | 1     | 0     | 0        | 1     | 3     | 2        | --          | .250  | 311   | 72.0     | 71       | 5           | 30       | 1     | 1        | 26       | 2     | 0        | 41    | 31       | 3.88     | 1.42    |
| 1982       | 日本ハム   | 29    | 13    | 2     | 2     | 0        | 8     | 5     | 0        | --          | .615  | 537   | 132.0    | 109      | 7           | 54       | 1     | 2        | 58       | 3     | 0        | 33    | 27       | 1.84     | 1.23    |
| 1983       | 日本ハム   | 26    | 14    | 1     | 1     | 0        | 5     | 7     | 0        | --          | .417  | 407   | 91.2     | 114      | 13          | 27       | 1     | 2        | 32       | 2     | 0        | 64    | 61       | 5.99     | 1.54    |
| 1984       | 日本ハム   | 13    | 1     | 0     | 0     | 0        | 0     | 1     | 0        | --          | .000  | 138   | 30.0     | 47       | 6           | 7        | 0     | 1        | 11       | 0     | 1        | 21    | 20       | 6.00     | 1.80    |
| 1985       | 近鉄       | 35    | 1     | 0     | 0     | 0        | 5     | 0     | 2        | --          | 1.000 | 239   | 54.1     | 65       | 13          | 14       | 0     | 1        | 22       | 2     | 0        | 29    | 27       | 4.47     | 1.45    |
| 1986       | 近鉄       | 1     | 0     | 0     | 0     | 0        | 0     | 0     | 0        | --          | ----  | 11    | 2.0      | 5        | 1           | 1        | 0     | 0        | 1        | 0     | 0        | 4     | 4        | 18.00    | 3.00    |
| 通算：17年 | 通算：17年 | 309   | 149   | 30    | 4     | 1        | 61    | 61    | 4        | --          | .500  | 5057  | 1166.2   | 1249     | 166         | 411      | 11    | 32       | 603      | 21    | 4        | 635   | 576      | 4.44     | 1.42    |

- 各年度の太字はリーグ最高

### タイトル
- 最多勝利：1回 （1977年）
- 最優秀防御率：1回 （1982年）

### 記録
- オールスターゲーム出場：1回 （1977年）

### 背番号
- 33 （1968年 - 1972年）
- 53 （1974年）
- 34 （1975年 - 1980年）
- 21 （1981年 - 1984年）
- 37 （1985年 - 1986年）

## 関連情報

### 出演番組
※いずれも、解説者として出演したプロ野球中継
- RCCカープナイター／RCCカープデーゲーム中継（RCCラジオ）
- JAPAN MAJOR BASEBALL（RCCテレビ・TBS系列）
- ラジオ関西ゴールデンナイター（ラジオ関西）